# Андри-Фаннар Бальдюрссон
Андри-Фаннар Бальдюрссон (исл. Andri Fannar Baldursson; родился 10 января 2002) — исландский футболист, центральный полузащитник итальянского клуба «Болонья» и сборной Исландии, выступающий на правах аренды за шведский «Эльфсборг».

## Клубная карьера
Уроженец Коупавогюра, начал футбольную карьеру в местном клубе «Брейдаблик». В январе 2019 года отправился в аренду в молодёжную команду итальянского клуба «Болонья». В августе 2019 года был оформлен его полноценный трансфер в «Болонью». 22 февраля 2020 года Бальдюрссон дебютировал в итальянской Серии A в матче против «Удинезе». Он стал пятым исландцем, сыгравшим в итальянской Серии A за всю историю турнира. Также он стал самым молодым исландским футболистом, сыгравшим в рамках одного из пяти сильнейших дивизионов Европы (Англии, Германии, Франции, Испании и Италии).
Летом 2022 года перешёл на правах аренды в нидерландский НЕК.

## Карьера в сборной
Выступал за сборные Исландии до 16, до 17, до 18 и до 19 лет. 8 сентября 2020 года в рамках турнира Лига наций Андри-Фаннар дебютировал в национальной сборной Исландии. Он вышел на замену в матче против сборной Бельгии.